# Petra Hule
Petra Naomi Hule (Adelaida, 5 de marzo de 1999) es una tenista australiana.

## Carrera
Hule tuvo su debut en Grand Slam, en dobles junto a Arina Rodionova, en el Australian Open 2023. Perdió en la primera ronda del torneo contra Desirae Krawczyk y Demi Schuurs.
En 2025 ganó su primer título WTA en dobles junto a Jaimee Fourlis, en el 125 de Canberra, realizado en su país. En la primera ronda del torneo derrotaron a Hanna Chang y Leonie Küng, en cuartos de final vencieron a Alexandra Osborne y Alana Parnaby, en semifinales a Veronika Erjavec y Dominika Šalková y le ganaron la final a Darja Semeņistaja y Nina Stojanović.
Junto a Fourlis participó en el Australian Open 2025 y perdieron en la primera ronda del torneo contra Elise Mertens y Ellen Perez.